# 涙 (PAMELAHの曲)
「涙」（なみだ）は、PAMELAHの6枚目のシングルである。

## 概要
表題曲は、テレビ朝日系『上岡龍太郎の金印』のオープニングテーマに起用された。

## 収録曲
1. 涙
作詞：水原由貴　作曲・編曲：小澤正澄
2. ためいき
作詞：水原由貴　作曲・編曲：小澤正澄
3. 涙 (ORIGINAL KARAOKE)